# Arisaka
Arisaka (有坂銃?, Arisaka-jū) è una famiglia di fucili d'ordinanza a otturatore girevole-scorrevole utilizzate dalla Dai-Nippon Teikoku Rikugun,l’esercito dell'Impero giapponese, in produzione e in uso approssimativamente dal 1897, quando rimpiazzarono i fucili del tipo Murata, fino alla fine della seconda guerra mondiale nel settembre 1945.
I modelli più rappresentativi della famiglia furono il Type 38 camerato per la munizione 6,5 × 50 mm Arisaka e il Type 99 camerato per la cartuccia 7,7 × 58 mm Arisaka, comparabile alla potente .308 Winchester.
Diverse migliaia di Type 99 e altre varianti Arisaka furono portate negli Stati Uniti d'America, durante e dopo la guerra del Pacifico, in qualità di trofeo di guerra.

## Storia
Il fucile Arisaka fu progettato dal colonnello Arisaka Nariakira (1852–1915) per rimpiazzare l'obsolescente Type 22 Murata. Dallo scorcio del XIX secolo alla metà del XX secolo furono prodotti diversi lotti e varianti, incluse quelle di transizioni dalla cartuccia 6,5 mm Type 38 alla più potente 7,7 mm Type 99 e quelle per paracadutisti (disassemblabili in due parti). Esami condotti su esemplari di Arisaka nel dopoguerra mostrarono che otturatore e castello erano prodotti in acciaio al carbonio "simile all'acciaio SAE Nº 1085, con un contenuto in carbonio tra lo 0,80% e lo 0,90% e in manganese tra lo 0,60% e lo 0,90%.". Sottoposti a test distruttivi, gli Arisaka si dimostrarono più robusti di fucili quali lo Springfield M1903, il Mauser Karabiner 98k e il Lee-Enfield. I fucili appartenenti alle prime serie di Type 99 erano dotati di monopiede pieghevole per aumentare la precisione in posizione di sparo prona, mentre l'alzo era equipaggiato con particolari estensioni laterali pieghevoli a compasso, in teoria tese a facilitare il tiro contraereo. Verso la fine della seconda guerra mondiale lo stato sempre più disastrato dell'economia bellica costrinse la dirigenza nipponica a tagliare i costi di produzione, allo scopo ulteriore di armare quante più truppe possibili: le ultime serie di Type 99 sostituirono il pomello ovoidale della leva dell'otturatore con uno più piccolo, essenziale e di forma cilindrica; fu poi eliminata l'astina paramano sulla canna e furono montate rudimentali mire fisse.
I fucili Arisaka vennero usati ovunque dall'Esercito imperiale giapponese e dalla Marina imperiale giapponese. Prima della seconda guerra mondiale gli Arisaka furono estensivamente adoperati anche dal personale della Royal Navy e da reparti degli eserciti russo-zarista, finlandese e albanese; anche le Legioni cecoslovacche che combatterono nella rivoluzione russa erano armate quasi interamente con esemplari di Type 30 e 38. Molti Arisaka di preda bellica furono poi usati, durante la seconda guerra mondiale, in Cina, Thailandia e Cambogia: tuttavia, dopo la resa del Giappone nell'estate del 1945, la produzione di fucili e relative munizioni si interruppe bruscamente e l'arma divenne rapidamente obsoleta. Poiché la maggior parte dei materiali immagazzinati presso l'armeria imperiale fu gettata nelle acque della baia di Tokyo dopo la firma della resa, le munizioni diventarono rare. Lotti di cartucce da 6,5 mm continuarono comunque a essere prodotte in Cina per i fucili catturati.
Tutti i fucili delle forniture ufficiali al Giappone portavano impresso sopra al castello il sigillo imperiale, un crisantemo a 16 petali conosciuto come Sigillo del Crisantemo (菊花紋章?, "Kikkamonshō" o "Kikukamonshō"). Tale marchio risulta spesso rimosso tramite limatura, fresatura o punzonatura: non si sa se l'operazione sia stata ordinata dai vertici delle forze armate prima della resa, ma è generalmente accettato dalla maggior parte degli storici che sia stato abraso su disposizione del generale Douglas MacArthur, comandante delle forze di occupazione statunitensi in Giappone. A oggi non è stato trovato nessun documento giapponese o americano che avesse autorizzato la modifica delle armi, una percentuale delle quali è peraltro sfuggita all'intervento: la maggior parte di questa si trova in Giappone, ma alcuni fucili, presi come trofei prima della resa o catturati dalle forze cinesi, portano ancora il marchio; alcuni di questi ultimi furono esportati dopo la guerra in America, inclusi esemplari di carabina Type 38 con canna sostituita e ricamerata per la munizione 7,62 × 39 mm. Altri fucili Type 38, catturati dalle forze del Kuomintang e convertiti alla munizione 7,92 × 57 mm Mauser, presentano per la gran parte la rimozione del sigillo mediante fresatura; su qualche altro esemplare esso fu invece tolto con uno scalpello, graffiato o punzonato con degli "O" lungo i bordi. Quest'ultima pratica fu eseguita sui fucili ritirati dal servizio nelle forze armate giapponesi (e quindi non più di proprietà imperiale), inclusi quelli ceduti alle scuole o venduti all'estero, come quelli forniti durante la prima guerra mondiale alla Royal Navy.
Un piccolo lotto di Type 38 fu prodotto per l'esportazione in Messico nel 1910, con lo stemma messicano in luogo del crisantemo giapponese, ma pochi giunsero in tempo per la Rivoluzione messicana e il carico rimase in Giappone fino alla prima guerra mondiale, quando fu venduto all'Impero russo.

## Modelli

### Type 30
Primo fucile della famiglia, camerato per la munizione 6,5 × 50 mm Arisaka. Prodotto in 554 000 esemplari.

#### Type 30 carabina
Versione accorciata di 300 mm del Type 30 (una carabina), pensato per l'impiego da parte della cavalleria. Prodotto in 45 000 esemplari.

#### Type 35
Designato ufficialmente "Type 35 fucile da marina", era una versione migliorata del Type 30 progettata dal maggiore Kijirō Nambu per i reparti da sbarco della marina imperiale, tratti dagli equipaggi delle navi (una prassi comune all'inizio del XX secolo). Furono implementati un alzo tangente, un coperchio anti-polvere separato (diversamente da quello solidale all'otturatore degli altri modelli e usato più tardi sul Type 45 Mauser Siamese), un otturatore con pomolo della maniglia più grande e testa meglio progettata, una camera di scoppio più ergonomica e un piccolo foro per facilitare la fuoriuscita dei gas derivati dallo sparo. Infine la sicura fu resa rotondeggiante e privata del caratteristico uncino del Type 30.

### Type 38
Sviluppato dal maggiore Kijirō Nambu e camerato sempre per la cartuccia 6,5 × 50 mm Arisaka (poteva sparare entrambe le varianti), divenne l'arma leggera più diffusa nelle forze armate imperiali giapponesi ed emblema del militarismo nipponico: fu accettato in servizio nel 1905 e continuò a essere adoperato sino alla fine della seconda guerra mondiale; centinaia di migliaia di esemplari furono comunque impiegati anche nei decenni seguenti in conflitti locali (guerra civile cinese, guerra d'indipendenza indonesiana, guerra di Corea). Ne fu realizzata anche una variante accorciata più maneggevole, con lunghezza compresa tra quella del fucile e quella della carabina.
Si trattò del modello più prodotto dell'intera famiglia e di più facile reperibilità: la fabbricazione, infatti, si dipanò dal 1905 al 1942 e totalizzò 3 400 000 pezzi.

#### Type 38 carabina
Versione accorciata di 300 mm del Type 38 (una carabina), pensato per l'impiego da parte del personale di supporto.

### Type 44 carabina
Carabina derivata dal fucile Type 38. Camerata per la solita cartuccia da 6,5 × 50 mm Type 38, poteva utilizzare anche la precedente Type 30: era resa peculiare dalla baionetta a ghiera pieghevole e dalla bacchetta nettatoia, conservata in due metà nel calcio. Originariamente destinata alla cavalleria, fu poi assegnata anche al personale di supporto. In totale furono distribuite circa 96 000 unità.

### Type 97 di precisione

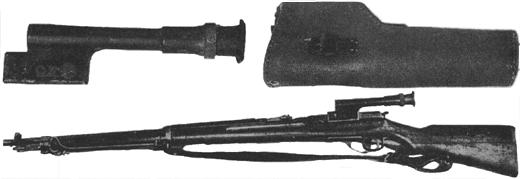
Il fucile di precisione Type 97 e, sopra, il mirino telescopico con apposita custodia

Uno dei due fucili di precisione in servizio nelle forze armate imperiali. Basato sul Type 38 e adoperante la munizione 6,5 × 50 mm Type 38, era spesso rifornito con una cartuccia a carica ridotta utilizzata sulle mitragliatrici leggere Type 11 e Type 96 allo scopo di ridurre rinculo e vampa. L'arma era dotata in fabbrica di un telescopio Type 97 a 2,5 ingrandimenti. Fu prodotto in circa 22 500 pezzi.
Secondo la dottrina giapponese, i cecchini dell'esercito imperiale venivano scelti tra la truppa in base all'abilità nel tiro e il calibro del fucile assegnato dipendeva dal munizionamento del resto della compagnia cui era assegnato.

### Type 99
Il successore del Type 38, camerato per la nuova munizione 7,7 × 58 mm Arisaka e suscettibile di sparare anche le munizioni senza collarino 7,7 × 58 mm Type 92, progettate per l'omonima mitragliatrice di squadra.
Progettato nel 1939, fu prodotto e immesso in servizio dal 1941 al 1945. Il Type 99 divenne il fucile più comune in servizio nelle forze giapponesi durante la seconda guerra mondiale e il secondo più prodotto della famiglia Arisaka più prodotto, con 2 500 000 pezzi. Rispetto al predecessore, presentava un alzo ad apertura (invece che la tacca a "V") che nei primi lotti era dotato di estensioni laterali a compasso per meglio puntare velivoli in attacco. Anche il mirino lamellare anteriore era stato sostituito da uno triangolare e fu introdotta su tutte le canne un'anima cromata.
Le sotto-varianti includono un fucile lungo (prodotto solamente in circa 38 000 esemplari) e un fucile corto, rispettivamente da 1258 mm e 1118 mm. La qualità della lavorazione del fucile corto variò molto durante la guerra, da una intermedia iniziale a una pessima nei disperati mesi prima della resa.
Dal Type 99 fu infine estratta una versione di precisione, prodotto sia a canna lunga che a canna corta (la quale ultima formò il grosso del totale): poiché adoperava la potente 7,7 × 58 mm, il proiettile risentiva meno della deriva, sebbene generasse un rinculo più potente. Il fucile veniva fornito di due differenti tipi di telescopio: quello da 2,5 ingradimenti o il Type 99 da 4, il quale fu aggiornato con un sistema di aggiustamento della distanza. Ogni telescopio era fornito di custodia, ove era riposto quando il tiratore non era impegnato in battaglia. La produzione iniziò nel maggio 1942 e si attestò su circa 10 000 armi.

### Type I
Il Type I era il risultato di un limitato ordine emesso dall'Impero giapponese ad alcune ditte italiane nel corso degli anni trenta, volto a soddisfare la richiesta impellente di materiali per i reparti da sbarco della marina. L'arma era basata sul progetto del Carcano Mod. 91, sul quale fu innestato il sistema di mira tipico dei fucili nipponici; la munizione camerata era la 6,5 mm Arisaka. Fu fabbricato in circa 60 000 pezzi.

### TERA
Si tratta di una piccola serie di fucili scomponibili prodotti per i paracadutisti dell'Esercito e quelli della Marina. L'unico modello di TERA entrato in produzione fu il Type 2, basato sul Type 99 corto e camernate la medesima munizione 7,7 × 58 mm Type 99. Il Type 2 consentiva un comodo stivaggio grazie alla scomposizione in due parti: calcio + azione e canna + organi di mira. L'arma fu prodotta in circa 19 000 esemplari tra il 1942 e il 1944.
I restanti esemplari (Type 100 e Type 1) rimasero a livello di prototipo.

## Baionette

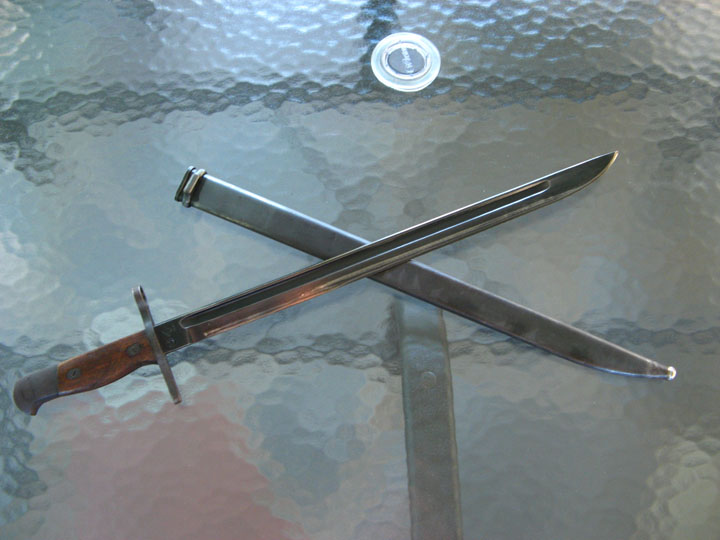
Baionetta Type 30 con fodero

### Type 30
La baionetta Type 30 fu progettata contestualmente al fucile omonimo. Era una sciabola-baionetta compatibile con tutte le varianti dei fucili Arisaka, eccetto che per la carabina Type 44 (dotata di baionetta fissa), e poteva essere inastata anche sulle mitragliatrici leggere Type 96 e Type 99. Esistono 20 varianti, distinte in baionette di prima, media e tarda produzione.

### Type 35
La baionetta Type 35 era una versione leggermente modificata della precedente, progettata specificatamente per il fucile Type 35. Le dimensioni della baionetta erano esattamente le stesse della precedente. L'unica reale differenza era l'aggiunta di un fermo a molla che si agganciava al fodero quando non inastata.
Realizzata in 8 400 000 pezzi.

### Type 44
Baionetta a spiedo fissa, ripiegabile sotto l'astina guardamano.

### Type 2
Poiché la lunghezza della Type 30 la rendeva inadatta allo stivaggio nell'equipaggiamento personale dei paracadutisti, fu appositamente studiata una baionetta-pugnale di dimensioni minori: era 20 centimetri più corta della Type 30, per un totale di 323 mm e veniva usata principalmente sul TERA Type 2 o sulla pistola mitragliatrice Type 100.
Realizzata in circa 25 000 pezzi.

## Altri utilizzatori
- Cina: armi di preda bellica o confiscate dopo la resa delle forze giapponesi.
- Cambogia: armi di preda bellica o confiscate dopo la resa delle forze giapponesi.
- Indonesia: armi di preda bellica o confiscate dopo la resa delle forze giapponesi.
- Malaysia: armi di preda bellica o confiscate dopo la resa delle forze giapponesi.
- Corea del Nord: armi di preda bellica o confiscate dopo la resa delle forze giapponesi.
- Filippine: armi di preda bellica o confiscate dopo la resa delle forze giapponesi.
- Taiwan: armi di preda bellica o confiscate dopo la resa delle forze giapponesi.
- Impero russo: Type 38 acquistati durante la prima guerra mondiale[5]
- Unione sovietica: diverse unità dell'Armata Rossa furono equipaggiate con gli Arisaka durante la Guerra civile russa[6][7]
- Thailandia: modello Arisaka prodotto su licenza con la munizione 8 × 52 mm R Type 66 Mauser Siamese, detta localmente Type 66.
- Guardia Rossa: vari modelli usati durante la guerra civile finlandese.
- Impero britannico: gli inglesi ricevettero un lotto misto di Type 30 e Type 38 all'inizio della prima guerra mondiale per armare i battaglioni d'addestramento e, dopo intenso servizio, furono dichiarati obsoleti nel 1921. La Royal Navy armò i propri reparti da sbarco con gli Arisaka perché i fucili d'ordinanza Lee-Enfield fossero completamente dirottati all'esercito.
- Lega di difesa estone: impiegati durante la guerra d'indipendenza estone; la maggior parte convertiti in calibro .303 British.